# Marianne Faithfull (альбом)
| Оценки критиков | Оценки критиков |
| Источник        | Оценка          |
| --------------- | --------------- |
| AllMusic        | [ 1 ]           |

Marianne Faithfull — дебютный студийный альбом британской певицы Марианны Фейтфулл. Он был выпущен 15 апреля 1965 года на Decca Records, одновременно с альбомом Come My Way. Это стало результатом разных творческих направлений. В то время как лейбл заставил Фейтфулл записать поп-альбом, она же хотела записать альбом фолк-песен. Даже после того, как лейбл предложил альбом, содержащий оба жанра, Фейтфулл решила сделать два отдельных альбома; Marianne Faithful в качестве поп-альбома и Come My Way в качестве фолк-альбома. В США он был издан лейблом London Records с немного другим трек-листом и включением песни «This Little Bird».
Фотографию для передней крышки сделал Дэвид Бейли, а для задней Джеред Манковиц. За аранжировки отвечали Дэвид Уиттакер и Джон Марк, а Майк Линдер руководил ими. Звукорежиссёрами на Decca Studios были Питер Хитчкок и Гас Даджен на Lansdowne Studios, в Холланд Парке.

## Список композиций
| №                   | Название                          | Автор(ы)                                | Длительность |
| ------------------- | --------------------------------- | --------------------------------------- | ------------ |
| 1.                  | «Come and Stay With Me»           | Джеки Дешаннон                          | 2:25         |
| 2.                  | «If I Never Get to Love You»      | Берт Бакарак Хэл Дэвид                  | 2:15         |
| 3.                  | «Time Takes Time»                 | Барри Фантони Марианна Фейтфулл         | 1:40         |
| 4.                  | «He'll Come Back to Me»           | Код-Хенри Вик Майкл Фарр Роберт Галл    | 2:33         |
| 5.                  | «Down Town»                       | Тони Хатч                               | 2:45         |
| 6.                  | «Plaisir d'amour»                 | Дэвид Уиттакер                          | 2:34         |
| 7.                  | «Can't You Hear My Heartbeat»     | Джон Картер Кен Льюис                   | 2:24         |
| 8.                  | «As Tears Go By»                  | Эндрю Луг Олдем Мик Джаггер Кит Ричардс | 2:35         |
| 9.                  | «Paris Bells»                     | Джон Бирчелл                            | 2:45         |
| 10.                 | «They Never Will Leave You»       | Андре Попп Жан-Жак Дебо                 | 2:07         |
| 11.                 | «What Have They Done to the Rain» | Мальвина Рейнольдс                      | 2:53         |
| 12.                 | «In My Time of Sorrow»            | Дешаннон Джимми Пейдж                   | 2:20         |
| 13.                 | «What Have I Done Wrong»          | Фарр                                    | 1:50         |
| 14.                 | «I'm a Loser»                     | Джон Леннон Пол Маккартни               | 2:15         |
| Общая длительность: | Общая длительность:               | Общая длительность:                     | 33:21        |

| №                   | Название                          | Автор(ы)              | Длительность |
| ------------------- | --------------------------------- | --------------------- | ------------ |
| 1.                  | «This Little Bird»                | Джон Д. Лаудермилк    | 2:00         |
| 2.                  | «I'm a Loser»                     | Леннон Маккартни      | 2:15         |
| 3.                  | «What Have They Done to the Rain» | Рейнольдс             | 2:53         |
| 4.                  | «In My Time of Sorrow»            | Дешаннон Пейдж        | 2:20         |
| 5.                  | «What Have I Done Wrong»          | Фарр                  | 1:50         |
| 6.                  | «Come and Stay With Me»           | Дешаннон              | 2:25         |
| 7.                  | «As Tears Go By»                  | Олдем Джаггер Ричардс | 2:35         |
| 8.                  | «If I Never Get to Love You»      | Бакарак Дэвид         | 2:15         |
| 9.                  | «Time Takes Time»                 | Фантони Фейтфулл      | 1:40         |
| 10.                 | «He'll Come Back to Me»           | Вик Фарр Галл         | 2:33         |
| 11.                 | «Paris Bells»                     | Бирчелл               | 2:45         |
| 12.                 | «Plaisir d'amour»                 | Уитакер               | 2:34         |
| Общая длительность: | Общая длительность:               | Общая длительность:   | 28:05        |

| №   | Название                              | Автор(ы)    | Длительность |
| --- | ------------------------------------- | ----------- | ------------ |
| 15. | «Morning Sun»                         | Майк Линдер | 3:05         |
| 16. | «Greensleeves»                        |             | 2:43         |
| 17. | «House of the Rising Sun» (Version 1) |             | 4:12         |
| 18. | «The Sha La La Song»                  | Фарр        | 2:28         |
| 19. | «Oh Look Around You»                  | Фейтфулл    | 3:00         |
| 20. | «I'd Like to Dial Your Number»        | Фейтфулл    | 2:52         |

## Участники записи
- Марианна Фейтфулл — вокал
- Тони Калдер[англ.] — продюсер
- Майк Линдер[англ.] — аранжировки, руководитель
- Дэвид Уиттакер — аранжировки
- Джон Марк[англ.] — аранжировки
- Питер Хитчкок — звукорежиссёр
- Гас Даджен — звукорежиссёр
- Дэвид Бейли — фотография
- Джеред Манковиц[англ.] — фотография

Сведения взяты из обложки альбома

## Чарты
| Чарт (1965)                      | Высшая позиция |
| -------------------------------- | -------------- |
| Великобритания (UK Albums Chart) | 15             |
| США (Billboard 200)              | 12             |